# 和平路 (罗湖区)
和平路是位于深圳市罗湖区的一条南北走向的市政道路，长2km，与广深铁路深圳铁路高架桥西侧并行，北起于东门老街解放路建设路路口，南至深圳火车站西广场，并经火车站高架桥连接铁路东侧的罗湖口岸。本路为深圳1978年之前就已存在的道路之一，1987年4月开始修整为市政道路并于当年11月通车。本路以嘉宾和平路口（穿孔桥）为界，以南为双向四车道，以北为北往南南单向四车道。
本路是通往深圳火车站及罗湖口岸的四条直达道路之一（另外三条为沿河路、人民南路、建设路），终点处就是侨社汽车站，车流量大。

## 交通管制

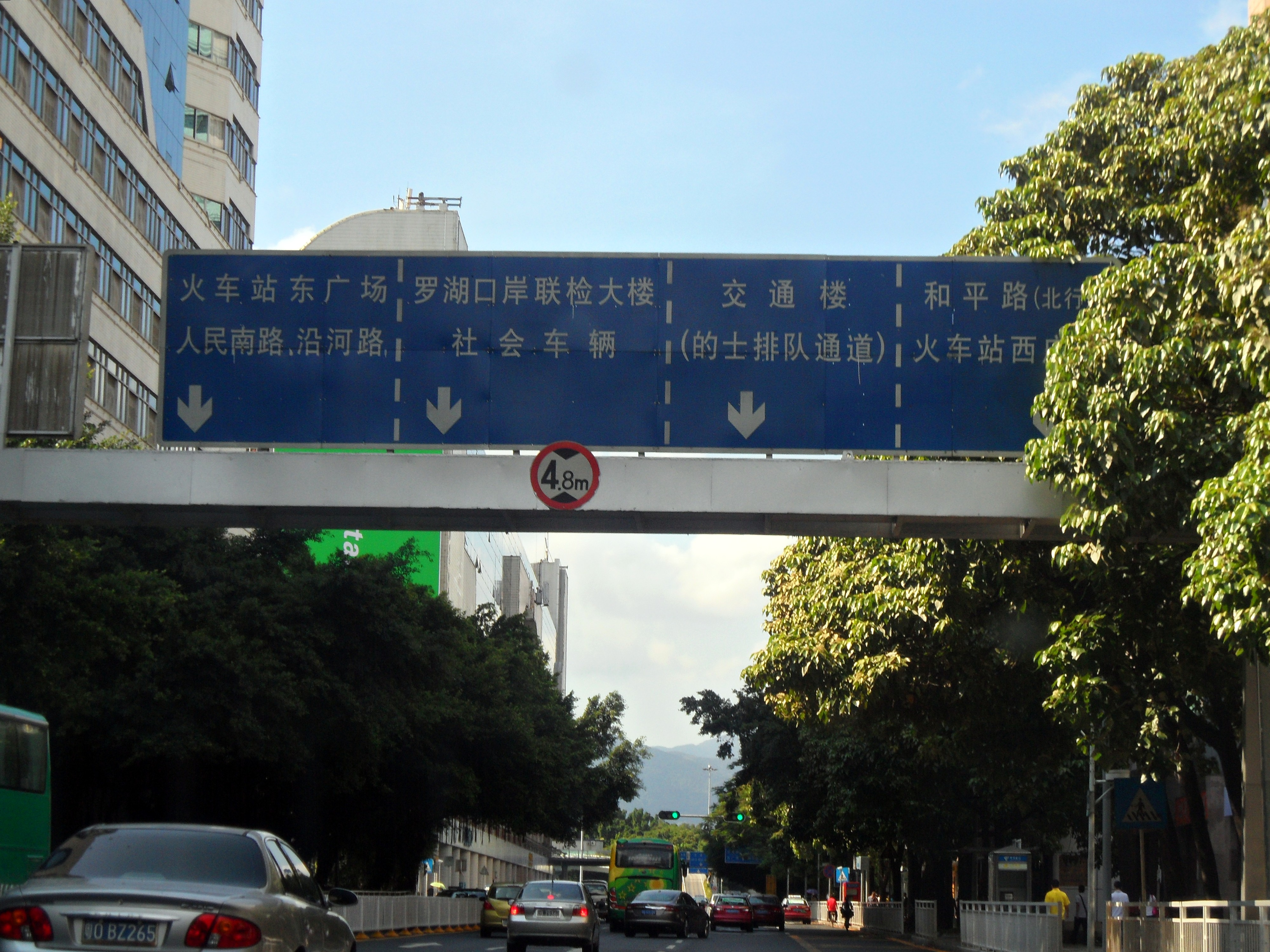
和平路往罗湖口岸交通楼高架的交通指示

1. 为优化交通动线，现在和平路由起点至嘉宾和平路口（穿孔桥）为由北向南单向行车。因此在嘉宾和平路口，嘉宾路西往东方向的车辆不准左转，东往西方向的车辆不准右转，若想进入和平路嘉宾和平路口（穿孔桥）以北路段沿线地点，需借由广深铁路深圳铁路高架桥东侧的建设路再由北往南进入和平路。
2. 和平路船步街路口以南路段设置出租小汽车专用道，专供出租小汽车进入罗湖口岸。

## 沿线建筑及公共设施

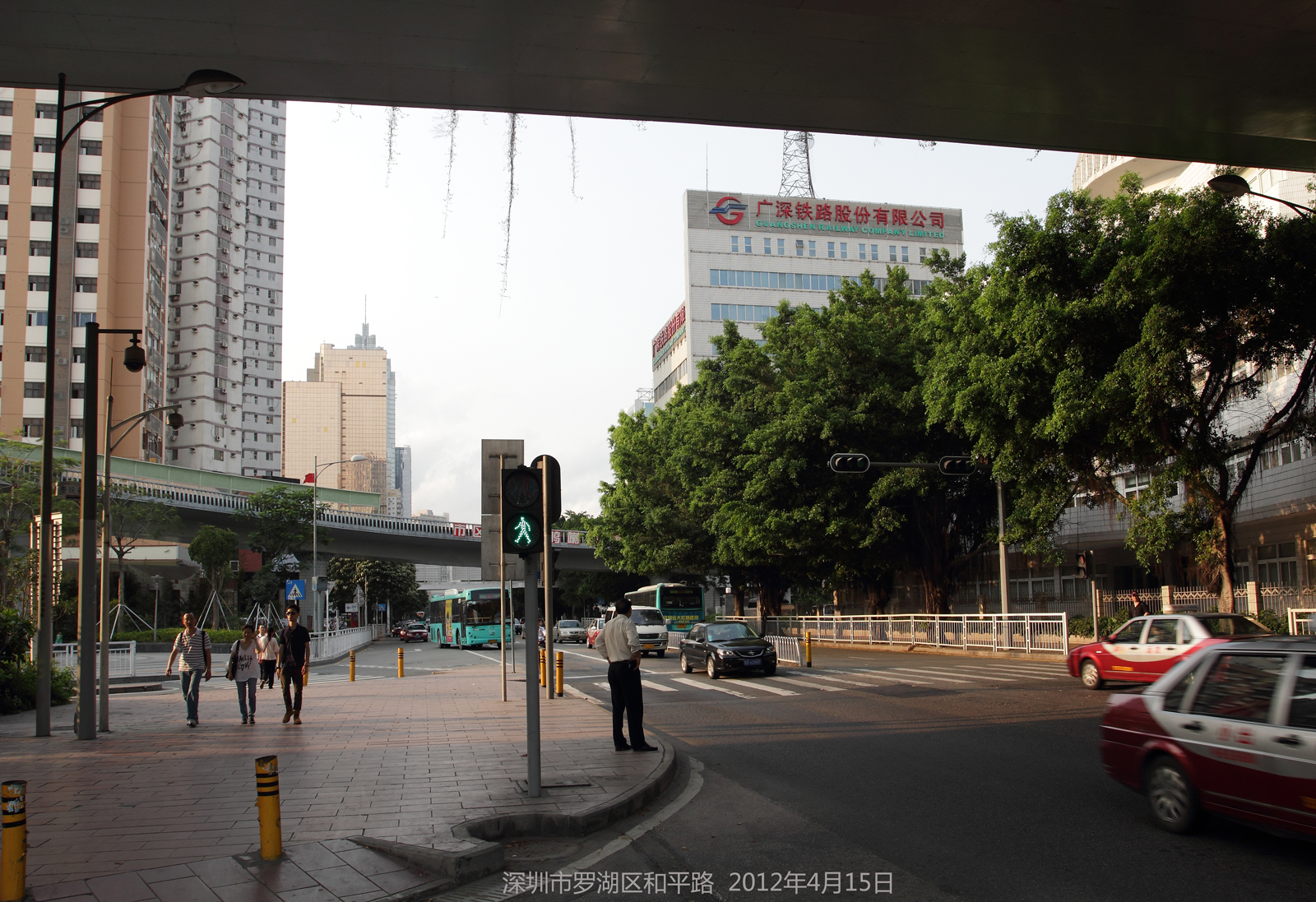
和平路与船步路相交处，前方为广深铁路公司总部

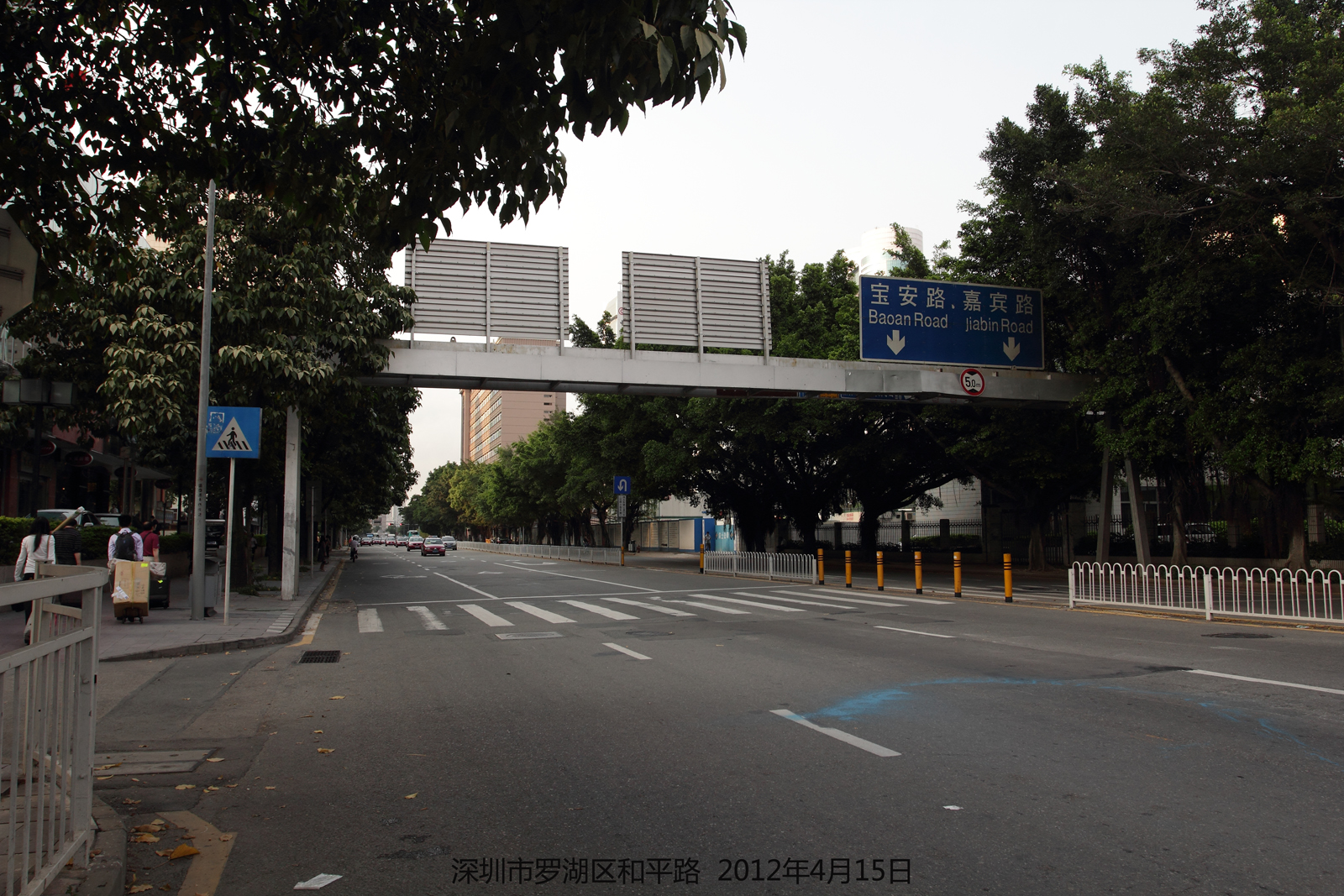
和平路侨社汽车站附近

由北到南排列
- 鸿隆世纪广场
- 和平大厦
- 爵士大厦
- 金田大厦
- 广深铁路公司总部大楼
- 深圳海关缉私局
- 深圳火车站
- 富临大酒店
- 侨社客运站
- 罗湖口岸派出所
- 火车站西广场公交总站